# Mexikanisch-osttimoresische Beziehungen
Die mexikanisch-osttimoresische Beziehungen beschreiben das zwischenstaatliche Verhältnis von Mexiko und Osttimor.

## Geschichte
Mexiko unterstützte die UNAMET bei den Vorbereitungen für das Unabhängigkeitsreferendum in Osttimor 1999.
Mexiko erkannte die Unabhängigkeit Osttimors direkt nach Ausrufung am 20. Mai 2002 an und war damit nach Brasilien das zweite lateinamerikanische Land. Bei den Feierlichkeiten zur Unabhängigkeit war Mexiko durch den Untersekretär im Außenministerium Miguel Marín Bosch vertreten. Die Aufnahme diplomatischer Beziehungen erfolgte am 26. September 2003.

## Diplomatie

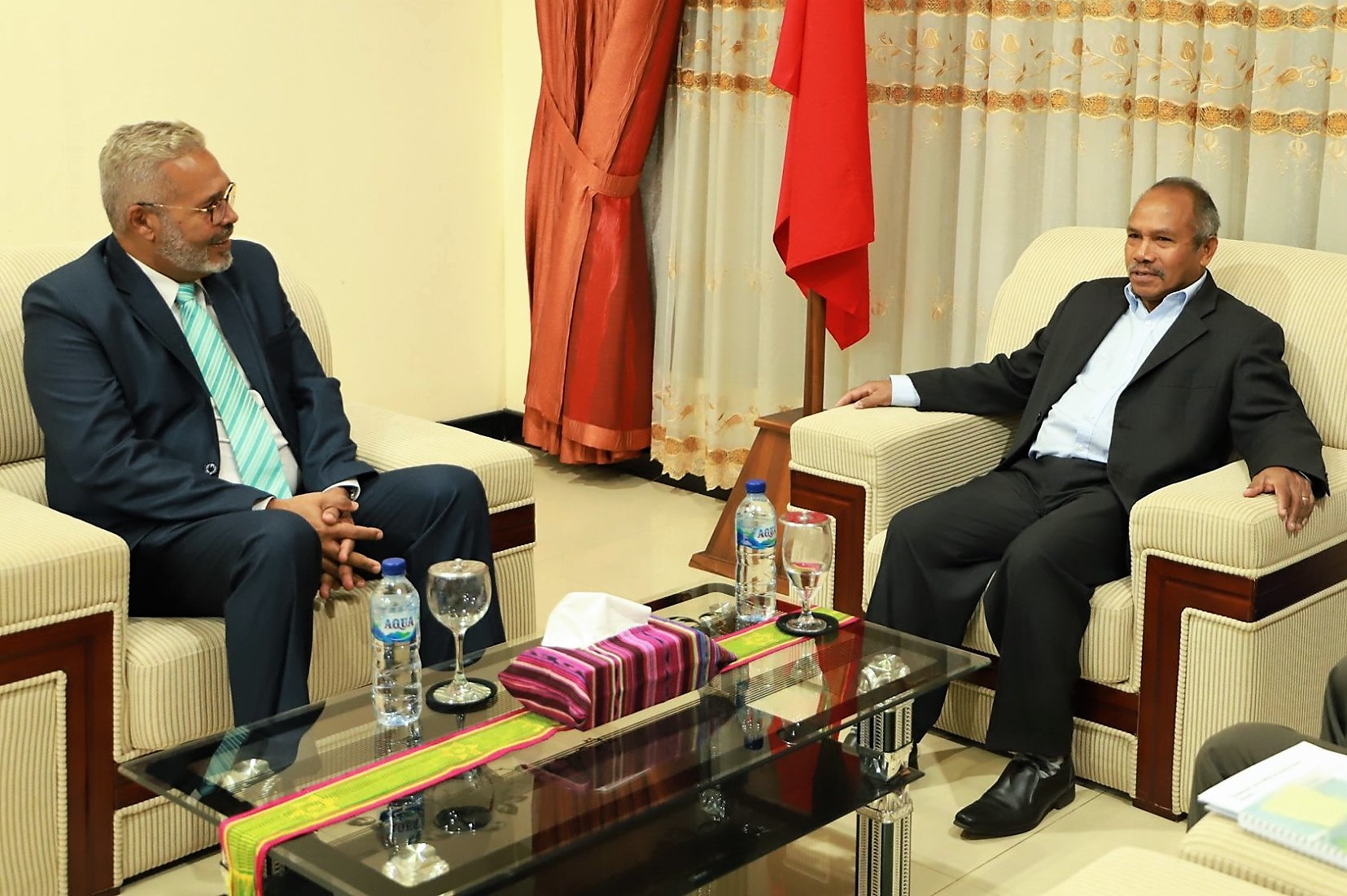
Ivanildo Quirino und Bildungsminister Armindo Maia

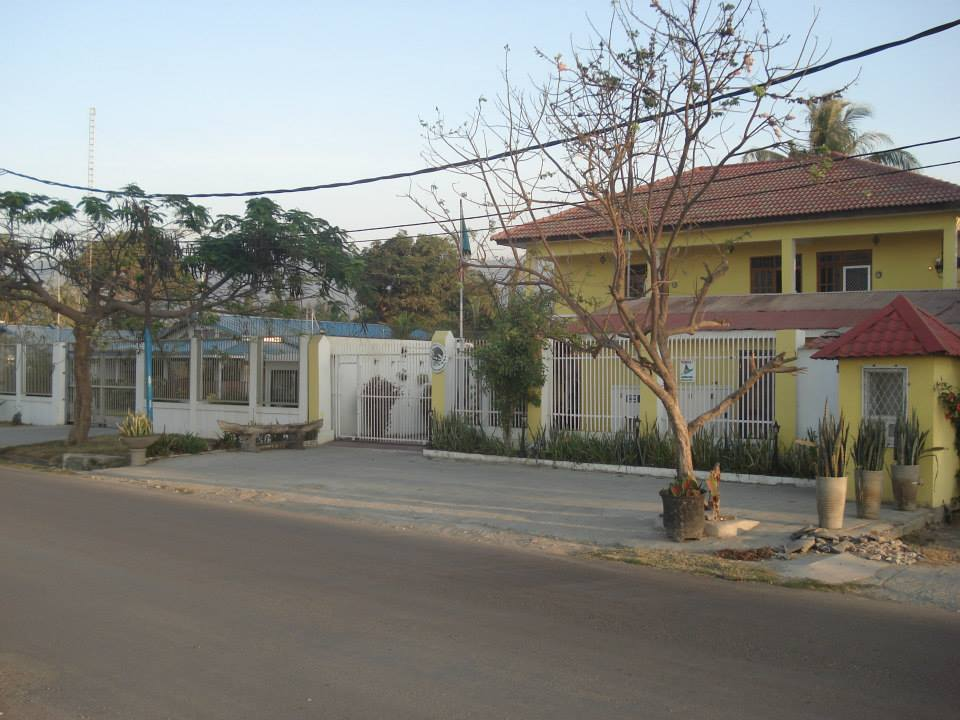
Honorarkonsulat von Mexiko in Av. Portugal, Pantai Kelapa, Dili

Osttimor hat keine diplomatische Vertretung in Mexiko. Zuständig ist der osttimoresische Botschafter in Washington, D.C.
Der Honorarkonsul Ivanildo Quirino vertritt Mexiko in Osttimor. Das Konsulat befindet sich in der Avenida Portugal in Dilis Stadtteil Pantai Kelapa.

## Wirtschaft
2018 gibt das Statistische Amt Osttimors importierte Osttimor Waten aus Mexiko im Wert von 341.000 US-Dollar. Mexiko steht damit bei den Importeuren auf Platz 30. Aus Osttimor gingen nach Mexiko 124.500 kg Kaffee im Wert von 209.000 US-Dollar (Platz 14 der Exportziele).